# Преносим зенитно-ракетен комплекс
Преносимите зенитно-ракетни комплекси (съкратено ПЗРК) са вид зенитни отбранителни системи, предназначени да бъдат носени на рамо от войници.
Обикновено ракетите са с инфрачервено насочване и се употребяват за защита на войскови формирования от вертолети и нисколетящи самолети. Разработени са към края на 1950-те години и навлизат в широка употреба от 1960-те години до днес. Считат се за изключително опасни в ако попаднат в ръцете на терористи или бунтовнически групировки, тъй като на практика е възможно свалянето дори на пътнически самолети с тях. Освен това ПЗРК са сравнително евтини (цената на една ракета Стингър например е около 38 000 – 40 000 долара).

## Видове ракети
Според начина на насочване ПЗРК биват:
- с инфрачервено насочване

Този тип ракети са предназначени прихващат топлинния източник на машината (в почти всички случаи това е двигателят). При достатъчна близост до този източник, или при контакт с летателния апарат бойната глава се взривява. Инфрачервеното насочване на ракетните системи е пасивно – т.е., няма нужда от излъчване на определен вид сигнали, за да бъде намерен топлинния източник. Това ги прави трудни за засичане от пилотите на самолета/вертолета.
- - първо поколение

FIM-43 Редай и 9К32 Стрела-2 са едни от най-разпространените ПЗРК от първо поколение, създадени през 60-те години. Основен недостатък на тези ракети е невъзможността им да прихванат целта, преди тя да е прелетяла над огневата позиция, тъй като сензорите им засичат единствено топлината от изгорелите газове. Друг проблем е, че някои ПЗРК от първо поколение се влияят от топлината на слънцето и точността им намалява.
- - второ поколение

FIM-92 Стингър и 9К34 Стрела-3 са ракети от второ поколение. При този тип ПЗРК насочващите системи не се влияят от топлинни източници от околната среда и могат да прихванат целта по всяко време. Някои са устойчиви на искри и други инфрачервени противомерки.
- - трето поколение

9К38 Игла и Мистрал са ракети от трето поколение с висока издръжливост на инфрачервени противомерки.
- с командно насочване

Ракетите със зрително-командно насочване (ЗКН) не се прицелват в определен източник на радиовълни или топлинни сигнали. Вместо това, операторът на комплекса наблюдава целта с увеличителни оптични средства и чрез команден пулт насочва ракетата към нея. Повечето оръжия от този тип са почти неуязвими за каквито и да било противомерки, но от друга страна употребата им изисква изключително добре тренирани войници.
- с лазерно насочване

Подобно на ЗКН, лазерното насочване изисква визуален контакт с целта. След като летателният апарат е забелязан, е необходимо операторът да задържи лазерният лъч върху повърхността му, докато ракетата не порази целта.

## Употреба
- 1993 – бунтовници от региона Абхазия свалят два самолета на грузинска авиокомпания, вследствие на което загиват 112 души.
- 2002 – на 19 август чеченски бунтовници улучват вертолет Ми-26 на руската армия, който се разбива в минно поле. загиват 127 руски военни.
- 2007 – товарен самолет Ил-76 на беларуска авиокомпания се разбива недалеч от Могадишу, Сомалия. Според множество свидетели, по самолета е била изстреляна ракета, макар сомалийските власти да отричат това. Загиват 11 души.